# Una mujer y dos vidas
Una mujer y dos vidas es una película francesa de 1933 que tuvo varias adaptaciones posteriores: 
- 1938 - En Kvinnas ansikte película sueca, titulada, en español, Un rostro de mujer (comercializada en Estados Unidos y Gran Bretaña como: A Woman's Face). La película estaba dirigida por Gustaf Molander y protagonizada por Ingrid Bergman.
- 1941 - A Woman's Face película estadounidense, en español también titulada Un rostro de mujer. Película estaba dirigida por George Cukor y protagonizada por Joan Crawford.

## Otros créditos
- Color: Blanco y negro